# Gynaikokratie
Gynaikokratie (deutsch „Frauenherrschaft“) ist ein heute kaum verwendeter Begriff für die Herrschaft der Frau nicht nur in der Familie, sondern auch im Staat.

## Allgemeines
Das Wort setzt sich zusammen aus altgriechisch γυνή (gyné) für „Frau“ und altgriechisch κρατεῖν (kratein) für „herrschen“. Der heute benutzte Begriff Matriarchat („Mutterherrschaft“) wurde nach 1880 in Abgrenzung zur „Gynaikokratie“ eingeführt, Gynaikokratie und Matriarchat sind allerdings keine Synonyme, denn Mütter stellen lediglich einen Teil der Frauen dar. Im Jahre 1816 erschien das Buch „Gynaikokratie oder die Regierung der Frauen und Jungfrauen“ des spätaufklärerischen Pfarrers Johann Konrad Schiede (1760–1826), das die Gynaikokratie als eine Regierungsform begriff. Erst unter einer Gynaikokratie könne die Ehe „die engste Verbindung einer tugendhaften Jungfrau mit einem tugendhaften Jüngling werden“.

## Geschichte
Der Begriff der Gynaikokratie stammt bereits aus der Antike, wo er im philosophischen Schrifttum des 4. Jahrhunderts vor Christus auftauchte. Aristoteles verstand den Begriff bei seiner Kritik an den politischen Verhältnissen in Sparta als einen Kontrollverlust über Frauen und Sklaven und verband ihn mit einer mangelnden Gemeinwohlorientierung. In der Spätantike diffamierte man mit Gynaikokratie das Machtstreben einzelner Frauen des römischen Kaiserhauses. Die Völlerei am Hof der Ptolemäer durch Marcus Antonius soll zur Gynaikokratie der Kleopatra geführt haben. Ähnliche Vorwürfe, Herrscher seien durch ihre Frauen oder Mätressen kontrolliert worden, finden sich auch in der protestantischen Polemik gegen das Papsttum unter dem Begriff Pornokratie. In ähnlicher Weise wurde dem französischen König Ludwig XIV. von seinen Gegnern zum Vorwurf gemacht, er unterliege seiner Fleischeslust und dadurch auch seiner Mätresse, der Marquise de Maintenon, die als eigentliche Regentin Frankreichs hingestellt wurde.
Als Begründer der modernen Geschichte der Matriarchatslehre gilt Johann Jakob Bachofen, der 1861 das Buch Das Mutterrecht: Eine Untersuchung über die Gynaikokratie der alten Welt nach ihrer religiösen und rechtlichen Natur veröffentlichte. „Das Weib wählt sich den Mann, über den sie in der Ehe zu herrschen berufen ist“. Er benutzte jedoch nie das Wort Matriarchat, das erst nach 1880 als Neologismus auftauchte, sondern sprach von Muttertum, Mutterrecht oder Gynaikokratie.

## Inhalt und heutige Bedeutung
Für Bachofen war die Gynaikokratie die Herrschaft der Frau in Familie und Staat, das alleinige Erbrecht der Töchter und das Recht der Frau in der Partnerwahl. Dies war nach seiner Auffassung stets mit einem politischen Übergewicht in der Gesellschaft mit einer Herrschaft der Frauen über die Männer verbunden.